# Colocleora abdicata
Colocleora abdicata är en fjärilsart som beskrevs av Claude Herbulot 1975. Colocleora abdicata ingår i släktet Colocleora och familjen mätare. Inga underarter finns listade i Catalogue of Life.